# Phorbas intermedia
Phorbas intermedia är en svampdjursart som beskrevs av Patricia R. Bergquist 1961. Phorbas intermedia ingår i släktet Phorbas och familjen Hymedesmiidae.
Artens utbredningsområde är havet kring Nya Zeeland. Inga underarter finns listade i Catalogue of Life.